# Lesula-cerkóf

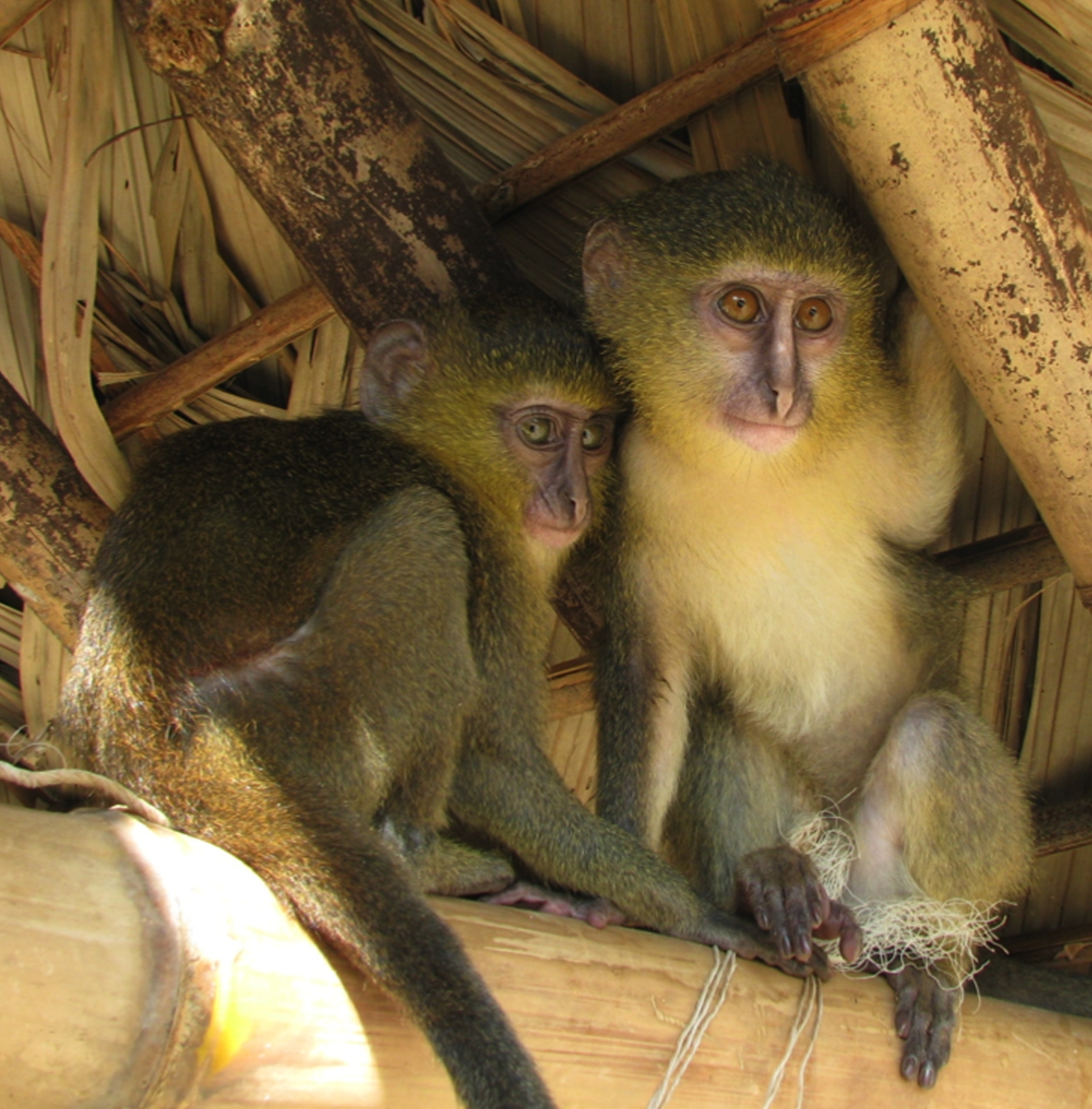
Lesula-cerkóf kölykök

A lesula-cerkóf (Cercopithecus lomamiensis) az emlősök (Mammalia) osztályának a főemlősök (Primates) rendjéhez, ezen belül a cerkóffélék (Cercopithecidae) családjához és a cerkófmajomformák (Cercopithecinae) alcsaládjához tartozó faj.
A Cercopithecus nemen belül a róla elnevezett Lomamiensis csoportba tartozik, legközelebbi rokon faja a Hamlyn-cerkóf (Cercopithecus hamlyni).
A legutolsóként felfedezett cerkóffaj, csak 2007-ben fedezték fel. Az első ismert példány egy faluban fogságban tartott egyed volt. Ezt követték többéves megfigyelések a vadonban, ahol feltérképezték a majmok viselkedését, dokumentálták a környezeti viszonyokat, majd végül elvégezték az anatómiai és genetika vizsgálatokat, bizonyítván, hogy valóban egy új fajról van szó. Végül 2012-ben írták le hivatalosan.

## Megjelenése
A cerkófmajmok között közepes testméretűnek számít, a hímek testhossza 47–65 cm, a nőstényeké 40–42 cm, a hímek testtömege 4-7 kg, a nőstényeké 3,5–4 kg. 
Arca csupasz, viszont szőke sörénnyel rendelkezik, ahogy szőkés a mellkasát borító szőrzet is. Deréktájékon nagy rőt folt vöröslik, viszont a hímek farpofái és heregolyói azúrkékek.
Megjelenése hasonlít a Hamlyn-cerkófra, ám attól a Kongó-folyó földrajzilag izolálja.

## Elterjedése, élőhelye
A Kongói Demokratikus Köztársaság keleti részén fordul elő, egy viszonylag kis területen, a Lomami és Tshuapa folyók közötti elhagyatott, mindössze 17 ezer négyzetkilométeres területen, az erdőségekben él.
Elsődlegesen esőerdők fáinak csúcsán él.

## Életmódja
Ez a nappal aktív faj kis – általában egy öreg hím által vezetett – csoportban él. Egyaránt jól előfordul a fákon és a földön is.
Táplálékát gyümölcsök és rovarok alkotják, de a leveleket, virágokat, hajtásokat, rügyeket, ritkán pedig fák nedveit is fogyasztja.

## Természetvédelmi helyzete
A faj csak viszonylag kis területen honos, az erdőirtások és a húscélú vadászat fenyegeti. A Természetvédelmi Világszövetség Vörös Listáján a „sérülékeny” kategóriába sorolja.
A faj előfordul a Lomami Nemzeti Parkban, ahol talán van esélye a túlélésre.

## Fordítás
- Ez a szócikk részben vagy egészben  a   Lesula című német Wikipédia-szócikk ezen változatának fordításán alapul.  Az eredeti cikk szerkesztőit annak laptörténete sorolja fel. Ez a jelzés csupán a megfogalmazás eredetét és a szerzői jogokat jelzi, nem szolgál a cikkben szereplő információk forrásmegjelöléseként.

## Külső hivatkozások
- Képek az interneten a fajról